# セントサイモン
セントサイモンあるいはサンシモン (St. Simon) は、19世紀末に活躍したイギリスの競走馬である。以後のサラブレッドに絶大な影響を残した馬で、史上もっとも偉大なサラブレッド種牡馬と言われることもある。異名は「煮えたぎる蒸気機関車」 (Blooming steam-engine) 。
馬名表記は、由来による「サンシモン」、英語による「セントサイモン」の2通りあるが、この記事ではより一般的な「セントサイモン」で統一する（詳細は下記参照）。

## 概要
デビュー前は見栄えのしない馬体や血統のため期待されておらず、さらに元の馬主が死亡したため当時のルールによりクラシックを戦う事はできなかった。代わりに下級戦やマッチレース、古馬の上級戦に出走を続け、10戦無敗の成績を残した。殆どのレースが圧勝で、アスコットゴールドカップやグッドウッドカップは20馬身差の勝利だった。クラシックへの出走は無かったものの、グッドウッドカップで同世代のクラシックホースを軒並み蹴散らしている。
1886年から種牡馬となった。セントサイモンは種牡馬として空前の成功を収め、牡馬と牝馬で1頭ずつの三冠馬を産出し、クラシックを全勝した年（1900年）すらあった。その血統はイギリスに留まらず世界中に拡散し、サラブレッドの血統に多大な影響を残した。27歳の時に心臓麻痺で死亡するが、その後半世紀を待たずにセントサイモンの血を持たないサラブレッドはほぼ姿を消した。現在、セントサイモンの血を持たないサラブレッドは存在しないと言われている。
サラブレッドの血統表中でセントサイモンが占める割合は大きい。ヴァイエが20世紀初頭にイギリスの大レース勝ち馬の12代血統表中の遺伝的影響を数値化したところ、19世紀以降の馬ではセントサイモンが最大であった（次点はガロピン）。また、2008年にサラブレッドタイムズで発表された同様の研究でもノーザンダンサーを上回りセントサイモンが最大であった。なお、後者の研究では、セントサイモンの影響が強いヨーロッパではなく主にアメリカの馬が調査対象となったこと、13代以前の馬は対象外となるため古い馬の数値は見かけ上低下するといった不利な事実にも拘らず、現代の米国血統表において最も影響のある種牡馬であったと注記されている。
- おもな勝ち鞍
  - エプソムゴールドカップ（1884年）
  - アスコットゴールドカップ（1884年）
  - グッドウッドカップ（1884年）

- 種牡馬成績
  - イギリスチャンピオンサイアー9回
  - チャンピオンブルードメアサイアー6回

### 馬名について
馬名はバッチャーニが傾倒していたフランスの社会主義思想家・アンリ・ド・サン=シモンが由来。日本では「セントサイモン」と呼称される場合が多いが、由来に従い「サンシモン」と表記する場合もある。

## 生い立ち

### 出生
セントサイモンは、1881年にイギリス・東部イングランド・サフォーク州にあるニューマーケットの近くでセントアンジェラの8番目の仔として生まれた。父はエプソムダービー馬ガロピン。生産者はハンガリーの貴族バッチャーニ・グスターヴである。彼は1838年にイギリスに帰化した後、1843年には自分の牧場を開いた。1859年にはジョッキークラブの一員となり、1875年にはガロピン (Galopin) でエプソムダービーを制したが、この頃から心臓を患うようになっていた。
バッチャーニのお気に入りだった父ガロピンは、負ける姿を見させたくないという側近の配慮によりその年限りで引退し、翌年からウィリアム・バローズの牧場で種牡馬生活へと入っている。だが、血統の悪さや、気性難で知られていたブラックロック (Blacklock) のインブリードを持っていたことにより全く人気がなく、初年度100ギニーだった種付け料が翌年からは50ギニーへと下げられている。交配相手も年に10数頭と少なく、しかもバッチャーニの所有馬ばかりという有様であった。
そんな中、バッチャーニによってセントサイモンの母セントアンジェラ (St. Angela) はガロピンと何度か交配された。1879年には後にエクリプスステークスを連覇するオームの母アンジェリカ (Angelica) が生まれ、セントアンジェラが16歳となる1881年にはセントサイモンが生まれている。
セントサイモンが仔馬の頃どのような馬であったかについては殆ど伝えられていない。僅かにドーソンが「厩舎に来たばかりのころはまるで牛のように鈍重で、兎のような動きをする目立たない馬だった」と述べている。

### 2歳（デビューまで）
2歳になるとバッチャーニが傾倒していたフランスの社会主義思想家「アンリ・ド・サン=シモン」から名前をもらい「セントサイモン」と名付けられた。だがその年の5月、生産者そして当時の馬主であるバッチャーニが、自身の持ち馬ガリアードが優勝した2000ギニーの僅か30分前に心臓麻痺で急死する。そのためセントサイモンを含むバッチャーニの持ち馬は7月のジュライセールに上場された。このセールには4年前にポートランド公爵とその財産・牧場を相続したウィリアム・キャヴェンディッシュ＝ベンティンクと、その持ち馬を管理していた調教師マシュー・ドーソンがフルメンという名の馬を手に入れるために訪れており、その馬が高くて買えなかったため何か気になるところのあった隣の馬房のセントサイモンを1600ギニーの手ごろな価格で競り落とした。
さほど高額にならなかった理由として、成長後で体高（肩までの高さ）16.1ハンド（約164cm）の雄大な馬格を誇っていたものの、胴が詰まりのろのろと歩くその様は見栄えのいいものではなかったこと、血統の悪さ、さらに既にクラシック登録（正確にはバッチャーニの方針により元々2000ギニーにしか登録がなかった）、及びフュチュリティ等の主要2歳戦の登録が締め切られ、その登録が馬主死亡のため無効（1928年にこの規則は廃止）になり出走権が失われたこと等が災いした。また、バッチャーニの元でセントサイモンを管理していたジョン・ドーソン（マシュー・ドーソンの兄）がこの馬を手放したくなかったためわざと太らせた上で汚くして見栄えを悪くしていたという話もある。このセールでは父ガロピンが8000ギニーでヘンリー・チャップリンに売却され、母セントアンジェラが320ギニーでレオポルド・ド・ロスチャイルドに売却されフランスに渡っている。

### 血統背景
父ガロピンについては前述（#出生）、詳細についてはガロピンを参照。父系はエクリプス系の中でも傍流のキングファーガス (King Fergus) →ハンブルトニアン (Hambletonian) の流れをくんでいる。この系統はセントサイモンの登場と同時期にガリアード (Galliard) やサンドリッジ (Sundridge) なども種牡馬として成功し隆盛を極めた。なお、2017年になって、この父系の正確性に疑惑が生じている（#遺伝子参照）。
母セントアンジェラはバッチャーニの生産馬、現役時代は8戦して1勝を上げていた。産駒はセントサイモンを含め5頭が勝ち上がっている。血統背景は父が英リーディングサイアーであるキングトム (King Tom) が目立つくらいで、母アデライン (Adeline) も1勝馬、その産駒で勝ち上がった者は4頭と平凡であった。これらが属す牝系は後に11号族のc分枝に分類された。その他血統構成は、父でインブリードされていたブラックロック（強烈な気性難で知られる）がさらに重ねられ、その息子ヴォルテール (Voltaire) と合わせ、父方に向かって近交が行われている。その他サルタン (Sultan) 、サーピーターティーズル (Sir Peter Teazle) 等ヘロド系の影響も強いが、当時流行していたストックウェル (Stockwell) 、ニューミンスター (Newminster) 、ハーミット等の血を殆ど含んでいない。当時としても全く見るべき所のない血統であるが、逆に一旦成功してしまえば殆どの繁殖牝馬とインブリードを気にせず配合できるといった血統上の利点も持っていた。

### 血統表
血統表及びその見方については競走馬の血統#血統表を参照
| セントサイモンの血統 | セントサイモンの血統 | セントサイモンの血統 | セントサイモンの血統 | セントサイモンの血統           | セントサイモンの血統           | セントサイモンの血統           | セントサイモンの血統           | セントサイモンの血統           | セントサイモンの血統           | セントサイモンの血統           | セントサイモンの血統           | （血統表の出典）               | （血統表の出典） |
| |                      |                      |                      |                                |                                |                                |                                |                                |                                |                                |                                | *Voltaire                      | *Blacklock       |
| | *Phantom Mare        |                      |                      |                                |                                |                                |                                |                                |                                |                                |                                | *Voltaire                      |                  |
| |                      |                      |                      |                                | Voltigeur                      | Voltigeur                      | Voltigeur                      | *Martha Lynn                   | *Mulatto                       |                                |                                |                                |                  |
| | Vedette              | Vedette              | Vedette              |                                | Voltigeur                      | Voltigeur                      | Voltigeur                      | *Martha Lynn                   | *Leda                          |                                |                                |                                |                  |
| | Vedette              | Vedette              | Vedette              |                                |                                |                                |                                | *Birdcatcher                   | *Sir Hercules                  |                                |                                |                                |                  |
| | 1854                 | 黒鹿毛               | GB                   |                                | *Guiccioli                     |                                |                                | *Birdcatcher                   |                                |                                |                                |                                |                  |
| |                      |                      |                      |                                |                                |                                |                                | Mrs.Ridgway                    | Mrs.Ridgway                    | Mrs.Ridgway                    | *Nan Darrel                    | *Inheritor                     |                  |
| | Galopin              | Galopin              | Galopin              |                                |                                |                                |                                | Mrs.Ridgway                    | Mrs.Ridgway                    | Mrs.Ridgway                    | *Nan Darrel                    |                                | *Nell            |
| | Galopin              | Galopin              | Galopin              |                                |                                |                                |                                |                                |                                |                                |                                | *Bay Middleton                 | *Sultan          |
| |                      |                      |                      | *Cobweb                        |                                |                                |                                |                                |                                |                                |                                | *Bay Middleton                 |                  |
| 1872 | 鹿毛                 | GB                   |                      |                                |                                |                                |                                | The Flying Dutchman            | The Flying Dutchman            | The Flying Dutchman            | *Barbell                       | *Sandbeck                      |                  |
| |                      |                      |                      | Flying Duchess                 | Flying Duchess                 | Flying Duchess                 |                                | The Flying Dutchman            | The Flying Dutchman            | The Flying Dutchman            | *Barbell                       | *Darioletta                    |                  |
| |                      |                      |                      | Flying Duchess                 | Flying Duchess                 | Flying Duchess                 |                                |                                |                                |                                | *Voltaire                      | *Blacklock                     |                  |
| | 1853                 | 鹿毛                 | GB                   |                                | *Phantom Mare                  |                                |                                |                                |                                |                                | *Voltaire                      |                                |                  |
| |                      |                      |                      |                                | Merope                         | Merope                         | Merope                         | *Juniper Mare                  | *Juniper                       |                                |                                |                                |                  |
| |                      |                      |                      |                                | Merope                         | Merope                         | Merope                         | *Juniper Mare                  | *Sorcerer Mare                 |                                |                                |                                |                  |
| |                      |                      |                      |                                |                                |                                |                                |                                |                                |                                |                                | *Economist                     | *Whisker         |
| | *Floranthe           |                      |                      |                                |                                |                                |                                |                                |                                |                                |                                | *Economist                     |                  |
| |                      |                      |                      |                                | Harkaway                       | Harkaway                       | Harkaway                       | *Fanny Dawson                  | *Nabocklish                    |                                |                                |                                |                  |
| | King Tom             | King Tom             | King Tom             |                                | Harkaway                       | Harkaway                       | Harkaway                       | *Fanny Dawson                  | *Miss Tooley                   |                                |                                |                                |                  |
| | King Tom             | King Tom             | King Tom             |                                |                                |                                |                                | *Glencoe                       | *Sultan                        |                                |                                |                                |                  |
| | 1851                 | 鹿毛                 | GB                   |                                | *Trampoline                    |                                |                                | *Glencoe                       |                                |                                |                                |                                |                  |
| |                      |                      |                      |                                |                                |                                |                                | Pocahontas                     | Pocahontas                     | Pocahontas                     | *Marpessa                      | *Muley                         |                  |
| | St.Angela            | St.Angela            | St.Angela            |                                |                                |                                |                                | Pocahontas                     | Pocahontas                     | Pocahontas                     | *Marpessa                      |                                | *Clare           |
| | St.Angela            | St.Angela            | St.Angela            |                                |                                |                                |                                |                                |                                |                                |                                | *Cain                          | *Paulowitz       |
| |                      |                      |                      | *Paynator Mare                 |                                |                                |                                |                                |                                |                                |                                | *Cain                          |                  |
| 1865 | 鹿毛                 | GB                   |                      |                                |                                |                                |                                | Ion                            | Ion                            | Ion                            | *Margaret                      | *Edmund                        |                  |
| |                      |                      |                      | Adeline                        | Adeline                        | Adeline                        |                                | Ion                            | Ion                            | Ion                            | *Margaret                      | *Medora                        |                  |
| |                      |                      |                      | Adeline                        | Adeline                        | Adeline                        |                                |                                |                                |                                | *Hornsea                       | *Velocipede                    |                  |
| | 1851                 | 鹿毛                 | GB                   |                                | *Cerberus Mare                 |                                |                                |                                |                                |                                | *Hornsea                       |                                |                  |
| |                      |                      |                      |                                | Little Fairy                   | Little Fairy                   | Little Fairy                   | *Lacerta                       | *Zodiac                        |                                |                                |                                |                  |
| |                      |                      |                      |                                | Little Fairy                   | Little Fairy                   | Little Fairy                   | *Lacerta                       | *Jerboa                        |                                |                                |                                |                  |
| 父系 |                      |                      |                      |                                |                                |                                |                                |                                |                                |                                |                                |                                |                  |
| 母系 | 母系                 | 母系                 | 母系                 | ファミリーナンバー：11-c       | ファミリーナンバー：11-c       | ファミリーナンバー：11-c       | ファミリーナンバー：11-c       | ファミリーナンバー：11-c       | ファミリーナンバー：11-c       | ファミリーナンバー：11-c       | ファミリーナンバー：11-c       | ファミリーナンバー：11-c       | （出典）         |
| 5代内の近親交配 | 5代内の近親交配      | 5代内の近親交配      | 5代内の近親交配      | Voltaire（4×4）、Sultan（5×5） | Voltaire（4×4）、Sultan（5×5） | Voltaire（4×4）、Sultan（5×5） | Voltaire（4×4）、Sultan（5×5） | Voltaire（4×4）、Sultan（5×5） | Voltaire（4×4）、Sultan（5×5） | Voltaire（4×4）、Sultan（5×5） | Voltaire（4×4）、Sultan（5×5） | Voltaire（4×4）、Sultan（5×5） | （出典）         |
| 上記血統表中、4桁の数字は生年を表す。国名は生産国を表す。「*」は日本へ輸入された馬を示す。太字は近親交配が行われていることを示す。 |                      |                      |                      |                                |                                |                                |                                |                                |                                |                                |                                |                                |                  |

## 競走馬時代

### 2歳時
7月中にはドーソンのヒースハウス（ニューマーケット）へと移り調教を受け始めた。最初の頃はさえない動きしか見せなかったが、徐々に能力の片鱗を見せ始め、7月31日にグッドウッド競馬場のハイネイカーステークスでデビューすると、フランスの実績馬リシェリュー (Richelieu) を6馬身差で下し初戦を楽に逃げ切った。登録後に勝利したため翌日の未勝利戦では60.3kgのハンデをペナルティとして課せられるが、危なげなく勝った。続くデヴォンシャーナーサリーステークス、プリンスオブウェールズナーサリーステークスも楽勝し、この時翌年2000ギニーで2着になるセントメダル (St. Medard) を下している。
10月には出走できるレースがないのでセントサイモンと同期で既にリッチモンドステークス等に勝ち頭角を現していたデュークオブリッチモンド (Duke of Richmond) との500ギニーを賭けたマッチレースが行われた。この時にデュークオブリッチモンドを管理していた調教師ジョン・ポーターは、セントサイモンの様な血統も悪く実績も無い馬と対等に扱われたことが気に入らなかったらしく、「スタートしたらすぐに飛び出して、あの乞食野郎の喉を掻き切ってしまえ!」と言い、さらにドーソンも「奴らにその台詞をそのままお返ししてやれ」と怒鳴った。レースはセントサイモンの一方的な展開になり、スタート後瞬く間に差を広げると2ハロン（約400 m）通過時点で20馬身（約50 m）もの差をつけた。主戦騎手を務めるフレッド・アーチャーはその時点で手綱を引き、対戦相手に実力差を見せつける様にデュークオブリッチモンドが追いつくのを待ってから正確に3/4馬身差を保ちつつゴールした。レース後にドーソンは「セントサイモンは私が調教した最強の2歳馬だ、おそらく史上最高の競走馬になるはずだ」とコメントしている。

### 3歳時
翌3歳になると、クラシックには出走できなかったためセントサイモンは古馬に挑んでいる。シーズン初めの5月に、当時イギリスで大レースを勝ちまくり、最強とされていたトリスタン (Tristan) とのマッチレース（無賞金の非公式戦、ペースメーカーが各1頭）が組まれ、これを易々と下した。予定されていたエプソムゴールドカップはあまりの強さに全馬回避し単走となった。
次に出走したアスコットゴールドカップ（Ascot Gold Cup、芝20ハロン）はこの時代イギリスで権威の高い競走であった。このレースもセントサイモンは破天荒なレースぶりで圧勝する。体重調整がうまくいかなかったためアーチャーは乗れず、この年のエプソムダービーを勝ったチャールズ・ウッドが前述のマッチレースに続き騎乗した。スタート直後は後方を進んでいたものの、残り6ハロンで手綱を緩めると制御が不可能になり、全馬一気に抜き去るとそのまま前年の勝ち馬トリスタンに20馬身の差をつけて勝利した。さらに、セントサイモンはゴール後も騎手の制止を振り切り暴走を始め、1マイルも疾走し続けた。
結果的に最後のレースとなったグッドウッドカップ（Goodwood Cup、芝20ハロン）では、前年のセントレジャーステークス馬オシアン (Ossian)、前前年のグッドウッドCの勝ち馬フライデイ（Friday）、セントサイモンと同世代のクラシックホース3頭（2000ギニー馬Scot Free、ダービー馬Harvester、後のセントレジャー馬The Lambkin）らが出走していたが、こちらもまるで相手にならず20馬身もの差をつけ勝利した。
翌年も現役続行の予定であったが、調整が上手くいかずそのまま引退した。現役期間は僅か1年でかつクラシックへの出走も無かったが、そのパフォーマンスから既に世紀の名馬と認識されていたようである。産駒デビュー前に行われた「19世紀の名馬 TOP10」では第4位に選ばれた（#評価）。
この他、いくつかのトライアルレースが知られており、3歳春のにはビジイボディ（Busybody、二冠牝馬）、ハーヴェスター（Harvester、ダービー馬）と対戦している。まるで相手としなかったばかりか、拍車を掛けられたセントサイモンはこの2頭を文字どおり置き去りにした（#その他のエピソード）。グッドウッドカップでも2000ギニー、ダービー、セントレジャー馬を一網打尽にしており、ダービーでハーヴェスターと同着だったセントガティアン以外のクラシック馬を全て破っていることになる。

## 競走成績
| 年月日         | 競馬場                       | レース名                                  | 着順 | 騎手         | 距離  | 着差    | 1着馬/（2着馬）              |
| -------------- | ---------------------------- | ----------------------------------------- | ---- | ------------ | ----- | ------- | ---------------------------- |
| 1883年7月31日  | グッドウッド                 | ハルネイカーステークス                    | 1着  | F.アーチャー | 芝5f  | 6馬身   | （リシェリュー）             |
| 1883年8月1日   | グッドウッド                 | メイドン                                  | 1着  | F.アーチャー | 芝5f  | 1馬身   | （バルフェコルト）           |
| 1883年9月1日   | エプソム                     | デヴォンシャーナーサリープレートハンデ    | 1着  | F.アーチャー | 芝5f  | 2馬身   | （トリオンフィ）             |
| 1883年9月14日  | ドンカスター                 | プリンスオブウェールズナーサリープレート  | 1着  | F.アーチャー | 芝7f  | 8馬身   | （イアンビク）               |
| 1883年10月24日 | ニューマーケット             | マッチレース                              | 1着  | F.アーチャー | 芝6f  | 3/4馬身 | （デュークオブリッチモンド） |
| 1884年5月15日  | ニューマーケット             | 非公式トライアルマッチ                    | 1着  | C.ウッド     | 芝12f | 6馬身   | （トリスタン）               |
| 1884年5月30日  | エプソム                     | エプソムゴールドカップ                    | 1着  | F.アーチャー | 芝12f | 単走    |                              |
| 1884年6月12日  | アスコット                   | アスコットゴールドカップ                  | 1着  | C.ウッド     | 芝20f | 20馬身  | （トリスタン）               |
| 1884年6月26日  | ニューカッスル &ゴスフォース | ニューカッスル&ゴスフォースゴールドカップ | 1着  | C.ウッド     | 芝8f  | 不明    | （チーゼルハースト）         |
| 1884年7月31日  | グッドウッド                 | グッドウッドカップ                        | 1着  | C.ウッド     | 芝20f | 20馬身  | （オシアン）                 |

- メイドン - 未勝利戦。133ポンド（約60.3kg）の酷量、2頭立て。
- 非公式トライアルマッチ - 非公式な競走だがレーシングカレンダーに記載されている。

## 引退後
引退後は1886年から種牡馬生活を開始した。急に環境を変えないよう配慮されたため、まずはニューマーケットにあるドーソンのヒースファームで供用され、翌年からはポートランド公のウェルベックアベースタッドに移った。初年度は50ギニーの種付け料で供用されたが、翌年は100ギニーに引き上げられた。
産駒は当初から活躍した。初年度の産駒が2歳になった1889年は、シニョリーナの活躍により種牡馬ランキング3位になった。1890年はメモワール（オークス、セントレジャー）、セモリナ（1000ギニー）の2頭がクラシック競走を制し、2世代のみでリーディングサイアーの座に着いた。1892年にはラフレッシュが牝馬三冠を制覇した。
1896年はセントフラスキンが2000ギニーを、パーシモンがダービーとセントレジャーを勝ち、1890-97年の7年連続リーディングサイアーとなった。
この年までにクラシックを12勝したが、初期の活躍馬は極端に牝馬に偏っており、セントフラスキンが初の牡馬のクラシックホースであった。ただし、牡馬は種牡馬として成功した。この年は産駒のセントサーフも1000ギニー馬を出している。この年の種牡馬ランキングは1位セントサイモン、2位セントサーフ、3位ガロピンで、ガロピン系が上位を独占した。
1897-1899年の3年間は2位（1位ケンダル）、5位（1位ガロピン）、3位（1位オーム）と低迷した。
1900年は産駒の活躍がピークに達した年で、勝利数こそ27勝と低調に終わったが、五大クラシックを史上初めて全勝（史上唯一）、その他の主要3歳戦であるプリンスオブウェールズステークス、ニューマーケットステークス、コロネーションステークスをも勝利し、ダービーの2着もセントサイモン産駒だった。加えて古馬の高賞金レースエクリプスステークスまでも獲得し、この年の産駒獲得賞金総額はステークス賞金だけで58,625ポンドに達した。翌1901年もリーディングサイアーとなり、合計9回種牡馬ランキング1位となった。
種付け料は徐々に上昇し、1899年に当初の10倍の500ギニーに上昇していた。1901年には600ギニーに達していたという。ポートランド公がセントサイモンから得た収入は最終的に24万ポンドを超えていたという。
1902年には産駒のパーシモンが四冠馬セプターを出しリーディングサイアーとなった。セントサイモンはウィリアムザサードがアスコットゴールドカップを勝ったが2位に終わった。1903年も産駒のセントフラスキンがリーディングサイアーとなり、セントサイモンは二度とリーディングを取ることはなかった。
1907年に種牡馬を引退。その後も元気に過ごしていたが、1908年4月2日、朝の運動のすぐ後に心臓発作で倒れ死亡した。27歳であった。
墓標はウェルベックアベースタッドにあり、遺体の一部はそこに埋められた。
骨格はロンドン自然史博物館、蹄はジョッキークラブとヨーク競馬博物館にひと組ずつ展示されている。
その他セントサイモンを記念するものとして、イギリスのニューベリー競馬場で、秋にセントサイモンステークス（芝12f5y）が行われている。

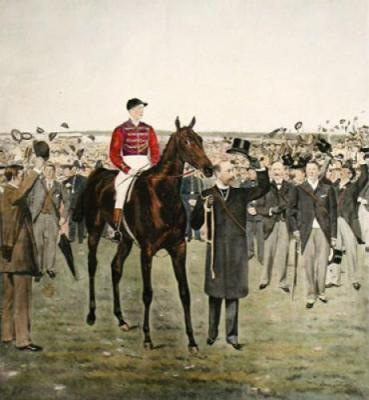
パーシモン（ダービー勝利時）

### 産駒の特徴
産駒はスピードとスタミナを併せ持ち、仕上がりが早く高齢まで活躍することができた。ステークス勝ち馬の率は25%と異常に高かった。牝馬は小柄に出ることが多かったが、むしろ活躍馬は一部の上級牡馬（パーシモン、ダイアモンドジュビリー、セントフラスキン、ウィリアムザサードなど）を除けば牝馬に偏っていた。
セントサイモン産駒の気性の悪さは有名で、扱い辛い産駒ばかりであった。特に三冠を制したダイヤモンドジュビリーの攻撃性は有名であった。
産駒の毛色は1頭の芦毛馬（ポステュマス Posthumus）を除いて全て鹿毛か黒鹿毛であった（いわゆるホモ鹿毛）。

### 直系子孫の急激な拡大
セントサイモンの種牡馬成績は20歳に達した1901年頃を境に下降線を辿り始める。1902年に息子パーシモンがセプター等の活躍によりリーディングサイアーになるとセントサイモンは2位に落ち、二度とリーディングを取ることはなかった。しかしセントサイモンに代わって産駒が種牡馬として活躍する様になり、パーシモンの他にもセントフラスキン、デスモンド等数多の後継種牡馬が登場した。イギリスでは1888年 - 1913年の26年間にガロピン系だけで19回種牡馬リーディング1位を取っている。クラシックは1901年にガロピンとセントサイモンの直系子孫で4勝、1902年にも直孫で独占し、1912年の種牡馬リーディングでは首位パーシモンを筆頭としてデスモンド、セントフラスキン、チョーサー、ウィリアムザサードの5頭が7位までにひしめいた。この頃イギリス国内で行われる重賞勝ち馬の半分までをセントサイモン系が占めるまでになったという。「セントサイモン系でなければサラブレッドではない」という言葉も使われた。
また、セントサイモンの優秀な遺伝力は母父としても強く発揮しており、1903年から5年連続で英リーディングブルードメアサイヤーになっている。セントサイモン産駒の繁殖牝馬は血統を問わずハイレベルな産駒を送り出しており、むしろ地味な傍流の配合種牡馬であるほど威力を発揮していたと言われている。

### セントサイモンの悲劇
しかし、この繁栄は長くは続かず1910年代半ばには衰退を始めた。1908年から1914年にかけ有力な種牡馬が相次いで死亡、その上残った種牡馬も輸出されたり失敗したりで活躍馬を出せなくなり、牡馬のクラシックホースは1914年のエプソムダービー優勝馬ダーバー（フランス産）が最後となる。最終的に、産駒世代が17勝、その下の孫世代が27勝に達したセントサイモン系の英クラシック勝利数が、その下のひ孫世代では5勝に急減した。しかも5勝全てが牝馬（1000ギニー2勝、オークス3勝）に偏り、牡馬はついに0勝に終わった。
この結果、イギリス国内でセントサイモン系は急速に数を減らし、1930年ごろまでには親系統に当たるガロピン系を巻き込んで姿を消した。また、オーストラリア、南アメリカに広がっていたセントサイモン系も同様に滅亡した。隆盛を極めたセントサイモンの父系があまりに短期間のうちに消滅してしまったために、日本では「セントサイモンの悲劇」と呼ばれている。
このような結果に終わった理由として、ある種牡馬の血が交配可能な牝馬の大半に行き渡ると、その種牡馬の系統に属する種牡馬は近親交配を避けるために満足な交配機会を得られず、その結果急に勢力を減じると理論づけられることがある。

### その後のセントサイモン系
詳細はセントサイモン系及びリボー系を参照
セントサイモン系はイギリス内では完全に途絶え、イギリス圏に輸出されたものも大半は滅亡したため、その後はフランス及びロシア、ベルギーにいた馬の子孫によって展開した。特に、プリンスチメイ、プリンスローズ、ラブレー、ドリクレス、フロリアル（ドリクレスと同じフロリゼル産駒。ロシアダービーなど）らは21世紀まで何らかの形で父系を存続させた。
フランスにいたプリンスチメイからは、1938年にダービーを勝ったボワルセルが出た。プリンスローズはベルギー競馬史上最強馬とも言われ、1950年代以降大きく拡大した。ラブレーの仔アヴレサックは、セントサイモン（2×3.5）とガロピン（3×5.4.5.6）の非常に強いインブリードを持つことが特徴で、イタリアで11回リーディングサイアーとなった。この父系からは非常に成功した競走馬であるリボーが出て、1970年代に世界的に流行した（リボー系）。ラブレーの子孫は他にワイルドリスクがいる。ドリクレスからはマシーンが出て、主にフランスで残った。フロリアルの子孫も東側諸国以外での活躍は殆ど見られなかったが、数多のソ連ダービー馬を輩出した。
しかしそのリボー系も20世紀終盤・21世紀には苦戦を強いられており、衰退傾向が強い。ただしこれはリボー系・セントサイモン系に限った話ではなく、21世紀の世界競馬はノーザンダンサー系（ダンジグ系、サドラーズウェルズ系、ストームキャット系）、ミスタープロスペクター系およびエーピーインディ系（と日本のサンデーサイレンス系）が圧倒的なシェアを占めており、これら以外の父系は急激にサラブレッドから消滅しつつある。2016年現在、多少とも目立つ成績を収める種牡馬はアメリカ合衆国にいるリボー系やオーストラリアのプリンスローズ系に属する少数の種牡馬に限られる。ボワルセル系はアメリカにDemon Warlockという種牡馬が1頭いる。ワイルドリスク系およびドリクレス、フロリアル両父系も完全には滅んでいないものの、主要国では既に消滅している。2016年段階で産駒をG1に送り込める能力を有している種牡馬は、Mossman（プリンスローズ系）、Albert the Great（リボー系）だが、何れも高齢である。
2019年段階では、Mossman、Albert the Great何れも種牡馬引退している。ほぼ全系統の全種牡馬が繁殖牝馬を集めることに失敗しており、稀な活躍馬も去勢馬であることが多く、サラブレッドにおいては父系断絶に近い状態となっている。最後の主力種牡馬は、Mossmanの産駒でオーストラリア供用のLove Conquers All（プリンスローズ系）という馬で、初年度と2年目で合計310頭以上の種付けを行った。Mossmanの産駒にはG1を7勝したBufferingなど牡馬の重賞馬が9頭いたが、うち8頭は去勢されており、Love Conquers Allが唯一の後継種牡馬だった。これ以外にまともに種付け数を集めている種牡馬は存在しない。
今のところセントサイモン系存続の可能性が最も高い系統は、馬術競技の障害飛越に進出してセルフランセとなった馬たちである。2000ギニーに勝ったセントフラスキンは種牡馬として成功したものの後継種牡馬をほとんど残せなかったが、コンデ賞に勝ったセントジャストから更に2代経由したオレンジピールというサラブレッドが、アングロノルマンやセルフランセ種牡馬として成功した。更にその子孫からはセルフランセ最大の根幹種牡馬であるイブラヒムが登場する。その子孫たちはセルフランセ主流血統を形成し、一部ホルシュタインなどにも浸透を始めている。1990年代の障害飛越トップ種牡馬100頭の内、26頭の父系祖先はオレンジピールであり、同じサラブレッド出身のフリオーソ（ハリーオン系）の17頭を上回って最大という。

### 影響

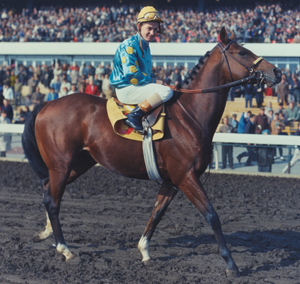
大種牡馬ノーザンダンサー
12%を超えるSt. Simon血量を持つ
（6.7.6.7.6.7.7.8.8×8.8.9.9.10.9.9.10.8.8.9.8.8.9.10.10.10=12.6）

セントサイモンが後世のサラブレッドへ与えた影響は極めて大きい。現生するサラブレッドのほぼ全てはセントサイモンの血量を9-13%程度持つが、これは19世紀以降の種牡馬としては最大級であり、三大始祖にも匹敵している。サラブレッドの遺伝子プールの内10%程度はセントサイモン経由の遺伝子が占めているのではないかとも考えられている。
父系が衰退したにも拘らず強い影響を維持した理由として、セントサイモン系では無い馬たちも母方からセントサイモンやガロピンの血を何度も受けたことに起因する。セントサイモンの血が濃い馬としては、ネアルコやハイペリオンがおり、何れもセントサイモン系ではないが、それぞれ5・4×4・5や4×3といったセントサイモン血量が18.75%になるインブリードを持つ。そのほか、フェアウェイ、ファロス、シックルなども血統表中にセントサイモン成分を18.75%持っている。ボワルセル（21.1%）やブルーピーター（20.3%）、ワトリングストリート（23.4%）、モスボロー（20.7%）、北米のゼヴ（21.9%）はさらに高く、20%を超えている。ノーザンダンサーの父であるニアークティックも、1954年とかなり後代の馬にも拘らず血統表中にセントサイモンを9ヶ所含み、セントサイモン血量は17.2%と高い数値を維持している。これらの馬は、ボワルセル以外セントサイモンの父系子孫ではない。
セントサイモンの影響の大きさを示す指標として、2008年にサラブレッドタイムス主導で行われた調査結果がある。1984-2007年の24年間にアメリカ合衆国の大レースを勝った競走馬、318頭の血統表内で大きな影響力を持つ繁殖馬の影響度が数値化されたもので、セントサイモンは次点のノーザンダンサーを大きく上回り最大の数値を獲得した。20世紀初頭に発表されたヴュイエの標準ドサージュでも、父であるガロピンを除けば、続くタッチストンやストックウェルを大幅に上回る数値が与えられている。
なお、主要国のダービー馬でセントサイモンの血を一切持たなかったのは、1933年のフランスダービー馬トールが最後であった。
ヨーロッパ
イギリスはセントサイモンの影響を直接受けたため最も早くにセントサイモンの血が広がった地域である。フランスは、ラブレー、サイモニアンがチャンピオンサイアーになった。ドイツではアードパトリック、ヌアージュ (Nuage) 、イタリアはアヴレサック等がかなりの成功を見せている。父系子孫以外にもセントサイモンを母の父に持つロックサンドやジョンオゴーント (John o'Gaunt) 、シニョリネッタ等が登場した。この結果1922年を最後にセントサイモンの血を持たないエプソムダービー馬は出現しなくなった。
南半球
当時イギリスの統治下にあった現オーストラリア、現南アフリカ共和国にもイギリスから直接セントサイモン産駒が持ち込まれている。アルゼンチンは馬産が盛んで、三冠馬ダイヤモンドジュビリー、ジョッキークラブステークス馬ピーターマリッツバーグ等の一流産駒が導入されている。これらは実際に現地でリーディングサイアー級の活躍を見せた。これらの中には南米で土着化したり、牝系の基礎となったものもある。
日本
日本には、1901年にサンダー（英名Sanderling）が、後にジプロマット、ラフェックが持ち込まれている。これらは在来馬の馬匹改良に使われあまりサラブレッド生産に影響することはなかった。本格的にセントサイモンの血が入りだしたのは1910年頃からで、共にセントサイモンの孫にあたる輸入種牡馬インタグリオー（チャイルドウィック産駒、1908年に小岩井農場が輸入）、ダイヤモンドウェッディング（ダイヤモンドジュビリー産駒、1909年に奥羽種畜牧場が輸入）が種牡馬として成功し始めてからである。また、インタグリオーと同時に輸入された繁殖牝馬群小岩井農場の基礎輸入牝馬の内数頭もセントサイモンの血を色濃く受けており、これら初期の日本馬産に大きく貢献した種牡馬・繁殖牝馬群は、現在でも古くから続く在来牝系の奥深くで見かける事ができる。その後もヨーロッパから輸入された馬を通じ浸透していった。なお、日本ダービー勝ち馬は第1回から現在に至るまで全てセントサイモンの血を受けている。
アメリカ合衆国
アメリカ合衆国は当初他の地域と比べセントサイモンの血が浸透するのが遅かった。もっともマンノウォーやゼヴ等の血統表中には存在しており、1924年を最後にセントサイモンの血を全く受けないケンタッキーダービー馬は出現しなくなったが、全体としては長らく低く抑えられていた。これは、20世紀初頭の禁酒法時代の影響でサラブレッドが大量に余っていたため、そもそも輸入された馬がサンドリンガム (Sandringham) 等少数に限られていたのが主な原因である。その後アメリカにはヨーロッパ血統が導入され、逆にヨーロッパにはアメリカ血統が導入され格差はかなり小さくなっている。

### 代表産駒
- パーシモン - エドワード7世の持ち馬。英二冠、ジョッキークラブステークス、アスコットゴールドカップを制した。代表産駒に四冠馬セプター等。イギリスチャンピオンサイアーになったのは4度で種牡馬としても産駒中最も成功した。
- ラフレッシュ - ヴィクトリア女王の生産馬。1892年の牝馬三冠、翌々年のアスコットゴールドカップ等大レースを多数制した歴史的名牝。
- セントフラスキン - パーシモンのライバル。2000ギニー、エクリプスステークス等。種牡馬としても成功（イギリスチャンピオンサイアー2回）。
- ダイヤモンドジュビリー - パーシモンの弟で同じくエドワード7世の持ち馬。1900年に三冠を制す。強烈な気性難で知られる。
- チョーサー - 競走馬としてはそれほどでもなかったが、母の父としての成功は史上屈指。
- ラブレー - 競走馬としてはそれほどでもなかったが、セントサイモン系を現在へと繋げた。
- フロリゼル - ダイオメド (Diomed) の父とは同名異馬。
- ウィリアムザサード - アスコットゴールドカップ、ドンカスターカップを制した。1922年イギリスチャンピオンブルードメアサイアー。
- デスモンド
  - （Desmond、1896年 - 1913年） - 母ラベスデジェアール (Labbesse De Jouarre) 。
  - 生涯成績11戦3勝。主な勝ち鞍：ジュライステークス、コヴェントリーステークス
  - 母はオークス馬という良血であったが現役時代は3勝のみ。種牡馬入り後はアブユール（Aboyeur、エプソムダービー）、ザホワイトナイト（The White Night、アスコットゴールドカップ2回、コロネーションカップ）、クラガノール（Craganour、エプソムダービー1位入線失格、2000ギニー1位入線2着降着）等の産駒を送り出し1913年チャンピオンサイアーとなった。直系子孫はセントサイモンの悲劇に巻き込まれ現在残っていない。
- メモワール
  - （Memoir、1887年 - 1908年） - 母クァイヴァー (Quiver) 。
  - 生涯成績21戦9勝。主な勝ち鞍：オークス、セントレジャーステークス
  - ラフレッシュの姉で同じくヴィクトリア女王の生産馬。オークス、セントレジャーステークスの二冠に加え、ニューマーケットオークス、ニューマーケットステークス、ナッソーステークスも制し、1000ギニー、プリンスオブウェールズステークス、チャンピオンステークスでも2着に入った。本馬はセントサイモンの初年度の産駒にあたり父の成功を決定づけた一頭ということになる。産駒はミスガニング (Miss Gunning) 等。没後はウェルベックスアベータッドに埋葬された。

産駒獲得賞金上位馬は以下のとおり。
- 34,706￡ - パーシモン
- 34,703￡ - ラフレッシュ
- 32,960￡ - セントフラスキン
- 28,185￡ - ダイヤモンドジュビリー

## 種牡馬成績
- 1890-1896,1900-1901年の計9回イギリスチャンピオンサイアー（歴代4位）
- 1903-1907,1916年の計6回イギリスチャンピオンブルードメアサイアー（歴代1位）
- 産駒イギリスチャンピオンサイアー頭数 - 3頭（歴代1位）
- 産駒数/種付け数 - 423/775頭
- ステークス優勝馬 - 107頭（25%）
- 総勝利数571勝
- イギリスクラシック勝利数 - 17勝（歴代1位）
- 総獲得賞金 - 553,158ポンド（当時歴代1位）※ステークス競走のみ
- 最高年間獲得賞金 - 58,625ポンド（1900年、当時歴代2位）
- イギリス種牡馬成績の順位

| 1889 | 1890 | 1891 | 1892 | 1893 | 1894 | 1895 | 1896 | 1897 | 1898 | 1899 | 1900 | 1901 | 1902 | 1903 | 1904 |
| ---- | ---- | ---- | ---- | ---- | ---- | ---- | ---- | ---- | ---- | ---- | ---- | ---- | ---- | ---- | ---- |
| 3位  | 1位  | 1位  | 1位  | 1位  | 1位  | 1位  | 1位  | 2位  | 5位  | 3位  | 1位  | 1位  | 2位  | 3位  | 3位  |

## 主要産駒一覧
国名を明記していないレース、記録については全てイギリスでのもの
- 1887年産
  - セントサーフ (St.Serf)
  - メモワール (Memoir)  - オークス - セントレジャーステークス、ジュライカップ
  - セモリナ (Semolina)  - 1000ギニー
  - シニョリーナ (Signorina)  - ミドルパークステークス、オークス3着 - シニョリネッタ、シニョリーノの母
- 1888年産
  - サイモニアン (Simonian)  - 1910,12年フランスチャンピオンサイアー
- 1889年産
  - ラフレッシュ(La Fleche)  - 牝馬三冠、アスコットゴールドカップ、チャンピオンステークス、ケンブリッジシャーハンデキャップ、2着 - エプソムダービー
  - セントダミアン (St Damien)  - ハードウィックステークス
- 1890年産
  - ミセスバターウィック (Mrs Butterwick)  - オークス - ファレーロンの母
  - スールト (Soult)  - 1908-12年ニュージーランドチャンピオンサイアー
  - ビルオブポートランド (Bill of Portland)  - オーストラリアの名種牡馬
  - チルドウィック (Childwick)  - ロシア皇太子ハンデキャップ - フランスの名種牡馬でインタグリオーの父
  - レイバーン (Raeburn)
- 1891年産
  - エイミアブル (Amiable)  - 1000ギニー - オークス
  - サンダー (Sanderling)  - 日本輸入
  - マッチボックス (Matchbox)  - 2着 - エプソムダービー
  - セントフローリアン (St.Florian)
  - フロリゼル (Florizel)  - グッドウッドカップ - アニリンの父系祖先 - パーシモンの全兄
- 1893年産
  - セントフラスキン (St.Frusquin)  - 2000ギニー、エクリプスステークス、ミドルパークステークス、2着 - エプソムダービー - 1903,07年チャンピオンサイアー - 1924年チャンピオンブルードメアサイアー
  - パーシモン (Persimmon)  - エプソムダービー - セントレジャーステークス - ジョッキークラブステークス、アスコットゴールドカップ、エクリプスステークス、1902,1906,1908,1912チャンピオンサイアー - 1914,15,19年チャンピオンブルードメアサイアー - プリンスローズの父系祖先
  - ロクブリュヌ (Roquebrune)  - 三冠馬ロックサンドの母
- 1895年産
  - カラー (Collar)  - ハードウィックステークス
- 1896年産
  - デスモンド (Desmond)  - 1913年チャンピオンサイアー
  - ボニファス (Boniface)  - ハードウィックステークス
  - マナー (Manners)  - プリンスオブウェールズステークス
- 1897年産
  - ダイヤモンドジュビリー (Diamond Jubilee)  - クラシック三冠、エクリプスステークス - 1914-16,21年アルゼンチンチャンピオンサイアー
  - ラロッチェ (La Roche)  - オークス - キャノビーの母
  - ウイニフレッダ (Winifreda)  - 1000ギニー
  - サイモンデイル (Simon Dale)  - プリンスオブウェールズステークス、2着 - エプソムダービー
- 1898年産
  - ピーターマリッツバーグ (Pietermaritzburg)  - ジョッキークラブステークス、1911年アルゼンチンチャンピオンサイアー
  - ウィリアムザサード (William the Third)  - アスコットゴールドカップ、ドンカスターカップ、クイーンアレクサンドラプレート、2着 - エプソムダービー - 1911,14年サイアーランキング2位 - 1922年チャンピオンブルードメアサイアー
  - サンタブリジッダ (Santa Brigida)  - ヨークシャーオークス - ブリッジオブキャニー、ブリッジオヴアーンの母
- 1899年産
  - セントウィンデライン (St.Winderline)  - 1000ギニーでセプターの2着 - ウールウィンダーの母
- 1900年産
  - ヂプロマット (Diplomat)  - 日本輸入
  - ソルトピーター (Saltpetre)  - グッドウッドカップ
  - チョーサー (Chaucer)  - ハイペリオン等の母の父 - シンザンの父系祖先 - 1916年サイアーランキング2位 - 1927,33年チャンピオンブルードメアサイアー
  - ラブレー (Rabelais)  - グッドウッドカップ - 1909,19,26年フランスチャンピオンサイアー - リボーの父系祖先
- 1901年産
  - ダーレイデイル (Darley Dale)  - エクリプスステークス
  - サンドニ (St. Denis)  - プリンスオブウェールズステークス
- 1902年産
  - プラムセンター (Plum Centre)  - プリンスオブウェールズステークス
- 1905年産
  - サイベリア (Siberia)  - ジョッキークラブステークス
  - プライマー (Primer)  - ハードウィックステークス、2着 - エプソムダービー
- 1907年産
  - グレイシア (Glacier)  - トボガン、シルリアン、ブルーアイスの母

### 母の父としての子孫
- シニョリネッタ (Signorinetta)  - ダービー、オークス
- フェルス (Fels)  - ドイチェスダービー
- ロックサンド (Rock Sand)  - イギリス三冠
- ウールワインダー (Wool Winder)  - セントレジャーステークス
- チェリモヤ (Cherimoya)  - オークス
- スノーマーテン (Snow Marten)  - オークス
- トボガン (Toboggan)  - オークス、ジョッキークラブステークス
- ファレーロン (Phaleron)  - ジョッキークラブステークス
- ブリッジオブキャニー (Bridge of Canny) ジョッキークラブステークス
- キャノビー (Cannobie)  - ジョッキークラブステークス
- プラッキーリージ (Plucky Liege)
- ジョンオガウント（John O'Gaunt）
- シニョリーノ (Signorino)

## 特徴

### 馬体
体高は16.1ハンド（約164 cm）、又は16ハンド（約163 cm）とされ、どちらにしても大型馬の部類に入るが、実際よりも小さく見えたとも言われている。凹型の背形を持ち、肩の高さよりも尻の高さの方が高く、また、体長が体高よりも7cm程短い胴が詰まった体格をしていた。これらの特徴は父ガロピンから受け継いだもので、後の子孫にも強く受け継がれた。

### 性格・気性
セントサイモンは極めて気性が悪く扱いづらい馬であった。特に何かを強制させようとするとそれが顕著に現れ極めて攻撃的になった。アスコットゴールドカップでの暴走もこれが原因とされている。厩務員であったチャールズ・フォーダムは常に攻撃され続け命の危険を感じたため、ゴドルフィンアラビアン (Godolphin Arabian) やキンチェム (Kincsem) 、曾祖父のヴォルティジュール (Voltigeur) が猫等と仲良くなることで気性が落ち着いたという話を聞きつけるや気性の改善を図る為に猫を馬房に放してみた。しかし、即座に猫は口にくわえられ叩き殺されてしまった。短気からか常に発汗していた事も知られている。他にも数々の努力が試みられたが、この気性の悪さは生涯直らなかった。なぜか蝙蝠傘だけは恐がり、そのため暴れて対処しようがなくなった時は、杖に帽子を被せて蝙蝠傘に模しセントサイモンを大人しくさせた。

### 逸話

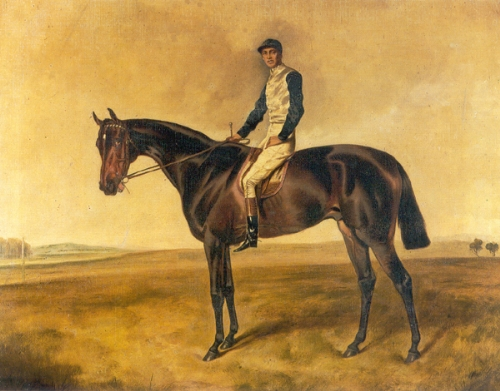
騎手を乗せたセントサイモン

一度も全力でレースをした事が無いとされるセントサイモンだが、アーチャーによれば一度だけ全力疾走をしたことがあるという。3歳時のトライアルレースの際、アーチャーが調子が悪いと感じ拍車をかけると、突然暴走を始めた。ポートランド公の手記には以下のように書かれている。
「我々は見た、セントサイモンが同じ厩舎の馬達をちぎり捨てるのを、そして別の調教師の馬の前を駆け抜け、それらを狐を前にした鳩の様に追い散らして、視界から消えていった。」
その後町はずれまで走ったところで、ようやくアーチャーはセントサイモンを止めることができた。その際
「私は生きている限り2度と拍車は使わない。これは馬ではなく煮えたぎる蒸気機関車のようだ」
と語った。なお、この時のトライアルレースの相手は後の二冠牝馬であるビジイボディと、ダービー馬になるハーヴェスターであった。
セントサイモンの疾走はドッグレースに使われる犬「グレイハウンド」の走り方にそっくりだったという話も残っている。また、ドーソン調教師はセントサイモンに常に電気的なものを感じていたという。なお、この馬に因んだ蒸気機関車がある（LNER Class A1/A3の1両）。

## 遺伝子
2017年のウィーン獣医科大学を中心とした研究グループの報告によると、本馬の子孫であるパーシモン系やオレンジピール系のY染色体MSYにダーレーアラビアン系であれば本来存在するはずのSNPが無く、セントサイモンは実際にはバイアリータークの父系子孫である可能性が極めて高いことが明らかとなった。
2012年のケンブリッジ大学の報告によれば、本馬のミオスタチン型はTTの長距離タイプという。
2018年のシドニー大学の研究グループの報告によると、2000年から2011年にオーストラリアで走ったサラブレッド13万5572頭の全血統表、更に抽出した128頭の常染色体塩基配列のSNP（一塩基多型）を解析した結果、これらの馬に対するセントサイモンの血統的影響度は全先祖馬中第4位の10%であるという。1位から5位まではセントサイモンを除いて全て18世紀中ごろのサラブレッド確立以前の先祖馬たちであり、セントサイモンはこれらの馬たちに並ぶほどの異常に高い血統的影響力を持っている。

## 評価
- 関係者からの評価は軒並み高い。ドーソンは「私は生涯、真に偉大な馬といえるものをたった1頭だけ調教できた、それがセントサイモンだ」「もっと強調すべき点は、わずか1ハロンの距離でも、セントサイモンは3マイル（24ハロン）を走る時と全く同じ調子で疾走した。この馬には距離の長短はいささかの問題にもならなかった……」（『世界の名馬』（原田俊治著）より引用）と後に語っている。主戦騎手アーチャーは、後に騎乗したオーモンド（16戦不敗、三冠馬）と比較し、「間違いなくセントサイモンが上だ」[23]と答えている。後にイギリス競馬界の長老となり、調教師チャンピオンに3度輝くことになるジョージ・ラムトンは、まだ調教師になる前から、オーモンドよりセントサイモンのほうが遥かに優れていると評した[24] 。
- 1887年に行われた競馬関係者100人のアンケート（複数投票）による「19世紀の名馬 TOP10」 (Sporting Times) ではクラシックへの出走がなかったにも拘らず53票を獲得し、グラディアトゥール (Gladiateur) 、ウェストオーストラリアン (West Australian) 、アイソノミー (Isonomy) に次ぐ第4位にランクされた。これらはいずれも産駒がデビューする前、競走馬としての評価である。
- 種牡馬としての功績を含めた評価は更に高い。デニス・クレイグはその著書『競馬 サラブレッドの生産および英国競馬小史』の中で、「おそらく史上最も偉大なサラブレッドであろう」[25]と述べている。『イギリス平地競馬事典』も同様の内容でセントサイモンを紹介している。

## 主な対戦馬、及び関連性の高い馬
- フルメン(Fulmen) - ポートランド公がセントサイモンを購入するきっかけを作った馬。セントサイモンと同じガロピン産駒で、バッチャーニ公死亡の際には同じセリに出され5000ギニーという極めて高い値段が付いた。競走馬としては期待に応えられなかったが後ドイツで種牡馬として成功する。ドイツチャンピオンサイアー3回。
- ハーヴェスター - セントサイモンと同期のエプソムダービー勝ち馬。ダービーはセントガティアン(St. Gatien) と史上唯一の同着。一時マシュー・ドーソンの元で調教を受けていた。2歳時のトライアルレースではセントサイモン相手に大敗。のちハンガリーで種牡馬となる。
- ビジイボディ - セントサイモンと同期の二冠牝馬（1000ギニー、オークス）。ミドルパークステークスにも勝ち2歳チャンピオンにもなっている。一時マシュー・ドーソンの元で調教を受けていた。2歳時のトライアルレースではセントサイモン相手に大敗。
- デュークオブリッチモンド - セントサイモンと同期。リッチモンドステークス等。ウェストミンスター公の持ち馬で2歳時にセントサイモンとマッチレースを行う。結果屈辱的な敗戦にウエストミンスター公は失望し、去勢されてしまった。
- トリスタン - 3世代上の一流馬。1883年のアスコットゴールドカップ、ドーヴィル大賞典3連覇等29勝。セントサイモン相手に2度大敗するも同年のチャンピオンステークスとハードウィックスステークスは3連覇を果たしている。産駒にチョーサーの母カンタベリーピルグリム等。後フランス、ハンガリーで種牡馬となる。
- オシアン - 1883年のセントレジャーステークス、サセックスステークス、グレートヨークシャーステークス等。グッドウッドカップでセントサイモンに大敗。
- アンジェリカ - セントサイモンの姉で兄弟唯一の著名馬。競走馬としては未出走だったがオーモンドとの間に残したオーム (Orme) が種牡馬として成功し、グランデールとの間に残したディングルは牝系を伸ばした。スターロツチ一族の母系祖先に当る。
- セントガティアン - 同世代の強豪。ダービーはハーヴェスターの同着、アスコットゴールドカップなどにも勝ち全18戦15勝。セントサイモンとは未対戦に終わった。